# 张利钿
张利钿（1964年—），男，广东潮安人，汉族。中国企业家，曾任雅士利国际控股有限公司董事会主席兼CEO。是中华人民共和国第十一届、第十二届全国人民代表大会广东地区代表。

## 简介
中山大学岭南学院EMBA学位。
1983年，创办雅士利集团。
1998年起，担任雅士利国际集团有限公司集团总裁。
2008年，被选为中华人民共和国第十一届全国人民代表大会广东地区代表。
2013年，被选为中华人民共和国第十二届全国人民代表大会广东地区代表。
2013年6月，蒙牛以110亿港元收购雅士利后，张利钿家族开始慢慢淡出对雅士利的经营。同年9月，《2013胡润套现富豪榜》发布，张利钿家族因出售雅士利案套现58亿，位居该榜第一名。
2015年1月，张利钿辞任雅士利集团总裁职务。同年对其子张雁锋担任CEO的世界婴童网投资5亿元人民币 。

## 主要成就[2]
其创办的雅士利公司被授予“中国驰名商标”、“中国名牌产品”、“中国500最具价值品牌”、“潮州市纳税大户”等称号。
2002年，被评为潮州市劳动模范，并先后当选为省市人大代表。于2006年获得全国五一劳动奖章。

## 相关事件

### 奶粉污染事件录音以敲诈勒索罪设套受害儿童父亲郭利
2009年，郭利因为女儿食用雅士利奶粉后出现肾脏问题，而向雅士利公司索赔。2009年7月1日至2009年7月22日，施恩公司和雅士利公司人员与郭利的电话和面谈多达19次，其中包括和雅士利总裁张利钿的电话联系。在其中4次面谈中，他们多次要求郭利书面写出索赔300万元的原因。
2009年7月6日，郭利直接给张利钿打电话，在通话44秒之后，张利钿把电话挂了，然后给郭利拨过去，说，“叫段总跟您约时间，我再跟他说说……我希望你们能谈得愉快，好吗？”这段通话被张利钿录了音。当天晚上7点左右，张利钿去潮安县公安局刑侦大队做了询问笔录。笔录显示张利钿对警方称：“2009年6月25日，北京电视台播放了对郭利的专访。施恩的这个品牌受到了重创……第二次的索赔更是明目张胆的勒索，我希望公安机关依法惩办”，雅士利公司随即以敲诈勒索为由报案。7月22日，潮安县的警察在段庚惠带领下，将正在杭州出差的郭利刑拘。郭利被判五年有期徒刑并于2014年刑满出狱。服刑期间和妻子离婚并丧失了女儿的抚养权。

### 以全国人大代表身份向司法部发函投诉刑辩律师张燕生
郭利案二审终结之后的2月27日，张利钿即以雅士利公司总裁和十一届全国人大代表的身份，向司法部投诉郭利的辩护律师张燕生。张利钿在其投寄的《关于北京大禹律师事务所张燕生律师违法接受境外反动电台采访发表危害国家安全、恶意诽谤他人言论的情况汇报》中称，张燕生律师“捏造事实，污蔑我司打击报复”。该投诉引起了司法部的重视，随后张燕生向北京市司法局汇报了情况并强调，愿意和雅士利公司共同播放录音、逐条对质，具体指出哪些是雅士利对郭利设的圈套，并且可以邀请媒体旁听。
2017年，郭利再审被判无罪，至今仍继续寻求雅士利公司的赔偿。